# 南丰镇 (封开县)
南丰镇是封开县下辖的一个镇，位于县北部，与广西贺州铺门镇相邻。

## 概况
南丰镇下辖30个村委会和南丰，渡头两个居委会，镇政府设在南丰。
南丰分新旧两个城区，旧城区以旧街为中心，包括多条巷道组成一个四通八达的市场，旧街建于民国时代，长约400米，两旁为骑楼+瓦房的建筑结构，21世纪以前一直为镇的贸易中心。新城区在旧城的西南面，公路头为该区的中心，多条街道皆汇集于此，而大型商场，酒楼也都建在这里。公路头附近酒井有一片正在开发的区域，命名为“一河两岸”，规划作为镇新的贸易中心，不过效果并没有预期的好，没有吸引来外地的投资，现在只是作为居民饭后消遣地。
渡头原为南丰管辖下的一个村委会，曾建立渡头镇，后来又划归南丰镇，并成立渡头居委会。渡头与南丰以贺江相隔，南渡贺江大桥是唯一的通道。
省道S266为镇内的主要交通道路，分别通往县城江口镇和怀集县。镇车站内有开往省城广州的班车，而广西开往广州深圳的大巴也会偶尔走这条路线。

## 地理
贺江把南丰一分为二，东边是一片平坦的谷地，西边是山地。居民耕种以水稻为主，为一年两熟，牛耕还是第一手段，由于山地较多，所以梯田随处可见。冬天则一般种植甘蔗，主要用来制糖。近年来受到政府的指示，居民比较热衷于种植大面积的柑园，用于远销外地，不过原来的林地也受到了相当大的破坏。
贺江是流经南丰的最大的河流，河水清澈，是镇内自来水抽取的水源。贺江也是近年来南丰自然灾害的根源，1994年和2002年两次特大洪水都把整个城镇淹没。不过，贺江的洪涝也要归咎于下游水电站的建设。贺江几乎失去了所有的航运价值，因此南丰镇上的几个码头只剩下用于乡下的人坐船出城镇赶集和停泊船的作用了。
南丰话属地方方言，通用于旧开建一带，以及周边地区，包括怀集岗坪、梁村、广西信都、铺门等地。南丰话与正宗的粤语差别很大，不过语法相近。

## 古城
南丰镇一直作为旧开建县的县治所在地。开建县始建于南朝宋元嘉三年(426年)，由封阳县分地而置。南丰地名来源于三国时代，当时属荆州贺郡，“因地处郡治之南，平畴活野，时稔年丰，故名。”1959年开建撤县，先后并入怀集和封川，而开建一词也不再使用。
镇内保留有始建于明洪武初年(1368年)的古城，现存西门和南门。古城在清嘉庆年间进行过大面积的改建，现保存的城墙为那个时候的容貌。1985年县人民政府公布为文物保护单位。
岭南古都之风韵--开建古城 开建古城座落于封开县南丰镇的北面，今南丰镇政府所在地，面临贺江。始建于明洪武初年（ 1368 年），初为土城，高仅六、七尺。明成化六年（ 1465 年）改为砖城，座北南向，背倚北雁山，东、南、西三面临开江、贺江。城周三百三十六丈，高一丈九尺，建有古城门三个：南曰“迎思”，西曰“开江”，北曰 “镇边”。城外有城濠两重，各涧三丈。该古城作为明、清、民国历代县治所在地，屡坏屡建，距今有六百多年历史。
今古城大部分无存，仅余南、西两个城门及城门西边的残墙，长约 175 米，西门至南门之间的部分城墙仅存中间的夹土层。南城门呈拱形，用红褐色砂岩石块砌璧拱，内拱高 3.5 米 ，宽 4 米。西门也呈拱形，城门上镶嵌“开江”的石匾尚存，内拱 3.15 米 ，宽 3.95 米 。 1985 年，开建古城被列为县级文物保护单位。 
城西庙和莲塘庙是镇内香火最盛的两座庙会，庙会期分别是正月十五和正月初十。

## 行政区划
南丰镇下辖以下村级行政区划单位
南丰街道社区、南丰社区、金楼村、金塘村、开明村、万寿村、富孟村、附城村、连岐村、永平村、大清村、宝塘村、勒竹村、金岗村、平滩村、尚岗村、似龙村、利水村、侯村、山口村、汶塘村、江贝村、小洞村、且止村、思料村、连塘村、金明村、沙冲村、小玉村、官坑村、渡头村和九盘村。

## 教育
南丰中学是县内三所完全中学之一，始建于1931年，由原来的孔子庙发展而来,史称“学宫”。